# Покидија (Васлуј)
Покидија (рум. Pochidia) насеље је у Румунији у округу Васлуј у општини Покидија. Oпштина се налази на надморској висини од 108 m.

## Становништво
Према подацима из 2002. године у насељу је живело 263 становника, од којих су сви румунске националности.